# Sirène d'Edam
Pour les articles homonymes, voir sirène (homonymie).

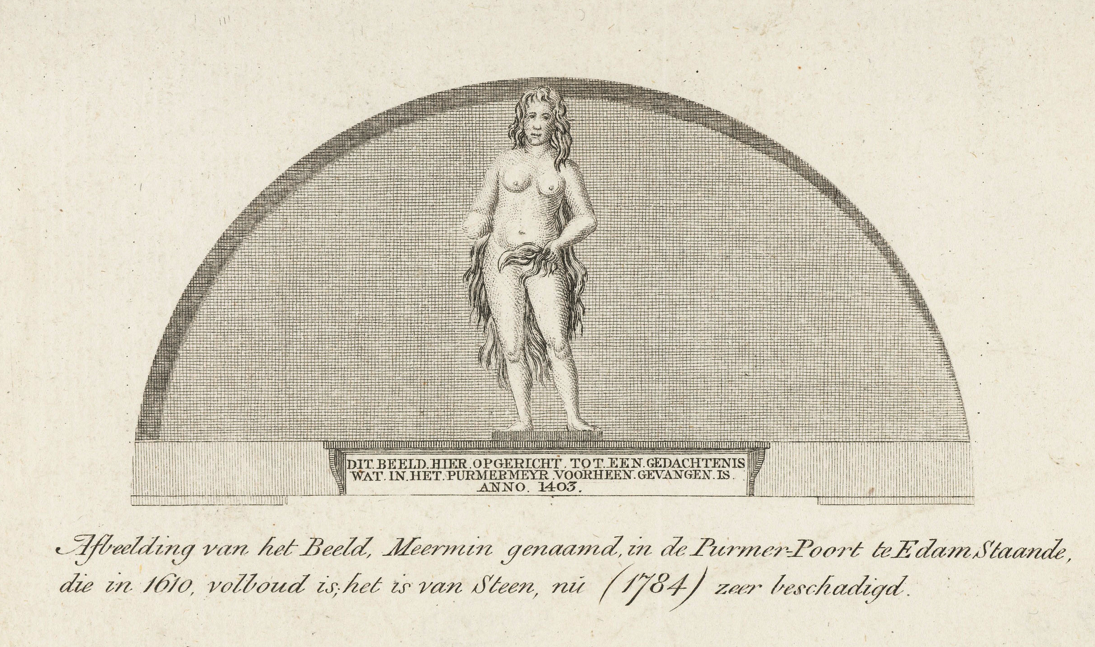
Représentation de la sirène d'Edam.

La sirène d'Edam est une sirène qui, selon la légende, aurait été capturée jadis sur les rives du Purmer.

## Histoire
Plusieurs versions de cette histoire existent mais le noyau est toujours similaire :  Une sirène vivait dans l'ancien Zuiderzee. Une inondation l'entraîna dans le Lac de Purmer. Après que les digues furent refermées, elle fut incapable de retrouver son chemin vers la mer. Elle fut découverte par les habitants de la région, qui la capturèrent et l'emmenèrent à Edam où elle fut lavée et débarrassée de ses algues vertes. On lui apprit aussi à vivre comme un être humain. Les récits sur son compte se répandirent tout autour et les habitants de Haarlem la trouvèrent si intéressante qu'ils l'emmenèrent dans leur ville et lui apprirent à filer. Bien que regrettant toujours la mer, elle continua à vivre sur la terre ferme et mourut bien des années plus tard à Haarlem, où elle fut enterrée au cimetière comme une chrétienne.
Dans un des récits l'événement est daté d'avril 1304. Par ailleurs, dans une autre histoire c'est une sirène sauvage qui prend sa place. Les habitants d'Edam l'ont représentée dans le Port Purmerpoort démoli en 1835. Sur un pignon d'une maison sur la place Jan Nieuwenhuizen elle est représentée comme la meyrmine d'Edam.

## Sources
- (nl) Cet article est partiellement ou en totalité issu de l’article de Wikipédia en néerlandais intitulé « Meermin van Edam » (voir la liste des auteurs).